# تابائونگو
تابائونگا شهری در شهرستان بورزانگا در استان بام در بورکینافاسوی شمالی است و جمعیت آن ۶۴۱ نفر است.